# Діксон (Оклахома)
Діксон (англ. Dickson) — місто (англ. town) в США, в окрузі Картер штату Оклахома. Населення — 1331 особа (2020).

## Географія
Діксон розташований за координатами 34°11′25″ пн. ш. 96°59′56″ зх. д. / 34.19028° пн. ш. 96.99889° зх. д. (34.190224, -96.998750).  За даними Бюро перепису населення США в 2010 році місто мало площу 36,54 км², з яких 36,25 км² — суходіл та 0,30 км² — водойми.

## Демографія
Згідно з переписом 2010 року, у місті мешкало 1207 осіб у 453 домогосподарствах у складі 352 родин. Густота населення становила 33 особи/км².  Було 502 помешкання (14/км²).
Расовий склад населення:
| - 83,7 % — білих - 10,7 % — корінних американців - 1,0 % — чорних або афроамериканців - 0,2 % — азіатів |

До двох чи більше рас належало 3,6 %. Частка іспаномовних становила 3,6 % від усіх жителів.
За віковим діапазоном населення розподілялося таким чином: 25,6 % — особи молодші 18 років, 61,0 % — особи у віці 18—64 років, 13,4 % — особи у віці 65 років та старші. Медіана віку мешканця становила 39,6 року. На 100 осіб жіночої статі у місті припадало 100,8 чоловіків;  на 100 жінок у віці від 18 років та старших — 100,0 чоловіків також старших 18 років.
Середній дохід на одне домашнє господарство  становив 59 245 доларів США (медіана — 54 167), а середній дохід на одну сім'ю — 68 661 долар (медіана — 64 375). За межею бідності перебувало 8,7 % осіб, у тому числі 10,9 % дітей у віці до 18 років та 5,5 % осіб у віці 65 років та старших.
Цивільне працевлаштоване населення становило 605 осіб. Основні галузі зайнятості: освіта, охорона здоров'я та соціальна допомога — 21,0 %, мистецтво, розваги та відпочинок — 14,9 %, виробництво — 13,9 %.